# Hydroscapha
Hydroscapha is een kevergeslacht uit de familie Hydroscaphidae. De wetenschappelijke naam van het geslacht  werd voor het eerst geldig gepubliceerd in 1874 door LeConte.

## Soorten
- Hydroscapha andringitra Perkins & Bergsten, 2019[2]
- Hydroscapha coomani Löbl, 1994[3]
- Hydroscapha crotchi Sharp, 1874
- Hydroscapha granulum (Motschulsky, 1855)[4]
- Hydroscapha gyrinoides (Aubé, 1863)
  - = Limnebius gyrinoides Aubé, 1863[5]
- Hydroscapha hunanensis Pu, 1948[6]
- Hydroscapha jaechi Löbl, 1994[3]
- Hydroscapha jumaloni Sato, 1972
- Hydroscapha khasiorum Fikáček & Šípková, 2009[7]
- Hydroscapha mauretanica Peyerimhoff, 1922
- Hydroscapha monticola Löbl, 1994[3]
- Hydroscapha natans LeConte, 1874
- Hydroscapha nepalensis Löbl, 1994[3]
- Hydroscapha perijaensis Hall & Short, 2010[8]
- Hydroscapha rajani Fikáček & Šípková, 2009[7]
- Hydroscapha redfordi Maier, Ivie, Johnson & Maddison, 2010 [9]
- Hydroscapha reichardti Löbl, 1994[3]
- Hydroscapha saboureaui Paulian, 1949
- Hydroscapha satoi Löbl, 1994[3]
- Hydroscapha sharpi Reitter, 1887
- Hydroscapha substrigosa Champion, 1920
- Hydroscapha takahashii Miwa, 1934
- Hydroscapha turbinata Champion, 1925